# Бондар Микола Олександрович
Мико́ла Олекса́ндрович Бо́ндар  (4 серпня 1942, Липівка Томашпільського району Вінницької області — 23 вересня 2024, Вінниця) — український живописець. Член Національної спілки художників України від 1993 року. Працював у різних жанрах станкового живопису.

## Біографічні відомості
1972 року закінчив Одеське державне художнє училище імені Митрофана Грекова, педагог — Лоза Адольф Іванович.
У 1972—2002 роках працював художником-декоратором Вінницького художньо-промислового комбінату.
Учасник обласних, республіканських виставок від 1988 року. Персональна виставка у Вінниці 2006 року.
Учасник міжнародного пленеру у Хусті Закарпатської області, республіканських пленерів у Кам'янці-Подільському Хмельницької області, Немирові та Хмільнику Вінницької області.
Автор публікацій в пресі про українських митців, зокрема, письменника Михайла Каменюка.
Помер 23 вересня 2024 року у Вінниці.

## Твори
Основні жанри — портрет і пейзаж. Твори позначені узагальненістю та ліричністю.
- Портрети:
  - батька, матері (обидва — 1972),
  - «Ірен» (2001).
- «Жнива» (1980-і).
- «Івана Купала» (1989).
- «Пороги» (1990).
- «Різдво» (1991).
- «Купала» (1992).
- «Старий млин» (1998).
- Триптих «Вінниця» (2000).
- Композиція «Січові стрільці» (2002).

Твори зберігаються у Вінницькому обласному краєзнавчому музеї, Вінницькому обласному художньому музеї.

## Відзнаки
- Літературно-мистецька премія «Кришталева вишня» (2024).[2]